# L'Intrus (film, 2001)
Pour les articles homonymes, voir L'Intrus et Drame familial.
Pour plus de détails, voir Fiche technique et Distribution.
L'Intrus – ou Drame familial au Québec – (Domestic Disturbance) est un film américain de Harold Becker, sorti en 2001.

## Synopsis
Lorsqu'un père divorcé (John Travolta) découvre que le nouveau beau-père (Vince Vaughn) de son fils de onze ans n'est pas ce qu'il prétendait, il se rend compte qu'il doit rapidement récupérer son fils avant qu'une tragédie ne se produise.

## Fiche technique
- Titre original : Domestic Disturbance
- Titre français : L'Intrus
- Titre québécois : Drame familial
- Réalisation : Harold Becker
- Scénario : Lewis Colick, William S. Comanor, Gary Drucker
- Photographie : Michael Seresin
- Montage : Peter Honess
- Musique : Mark Mancina
- Société de production : Paramount Pictures
- Société de distribution : Paramount Pictures (États-Unis), United International Pictures (France), RCV Film Distribution (Belgique)
- Budget : 75 000 000 $
- Pays :  États-Unis
- Langue : Anglais
- Genre : Policier et thriller
- Durée : 89 minutes
- Dates de sortie :
  - États-Unis, Canada : 2 novembre 2001
  - France : 22 mai 2002

## Distribution
- John Travolta  (VF : Michel Mella ; VQ : Jean-Luc Montminy) : Frank Morrison
- Vince Vaughn  (VF : Bernard Gabay ; VQ : Daniel Picard) : Rick Barnes
- Teri Polo (VF : Marie-Laure Dougnac ; VQ : Nathalie Coupal) : Susan
- Steve Buscemi  (VF : Philippe Peythieu ; VQ : Sébastien Dhavernas) : Ray Coleman
- Matt O'Leary  (VF : Kelyan Blanc ; VQ : Lawrence Arcouette) : Danny Morrison
- Susan Floyd : Diane
- Ruben Santiago-Hudson (VF : Thierry Desroses) : sergent Edgar Stevens
- David Schifter : Sam Turner
- Debra Mooney  (VF : Annie Balestra)  : Theresa

## Titre en différentes langues
Le film porte des titres différents à travers le monde :
- Allemagne / Autriche : Tödliches Vertrauen
- Argentine / Mexique : Enemigo en casa
- Brésil : Inimigo em Casa
- Espagne : Falsa identidad
- Finlande : Pelon ilmapiiri
- Grèce : Kat' oikon parenohlisi
- Hongrie : A vér kötelez
- Italie : Unico testimone
- Pologne : Teren prywatny
- Portugal : Identidade Falsa
- République tchèque : Malý svedek
- Slovaquie : Malý svedok
- Turquie : Yakin tehdit